# Rodrigo Chaves Robles
Rodrigo Alberto de Jesús Chaves Robles (San José, 10 giugno 1961) è un politico ed economista costaricano, Presidente della Repubblica di Costa Rica dall'8 maggio 2022.
È stato eletto presidente dopo aver vinto il ballottaggio contro José María Figueres alle elezioni del 3 aprile precedente; al primo turno del 6 febbraio aveva ottenuto 351 453 preferenze, pari al 16,78 % dei voti. È stato ministro delle finanze dal 30 ottobre 2019 al 28 maggio 2020, durante la presidenza di Carlos Alvarado Quesada. È stato funzionario della Banca Mondiale.